# 's-Hertogenbosch
's-Hertogenbosch (pronúncia: [ˌsɛrtoːɣə(m)ˈbɔs] (escutarⓘ), literalmente "O Bosque do Duque"), coloquialmente conhecido como Den Bosch (pronúncia: [dɛn ˈbɔs] (escutarⓘ), "O Bosque"), é um município dos Países Baixos, a capital da província de Brabante do Norte e também sede do condado de Hertogenboschhoven. Localiza-se ao sul dos Países Baixos, a cerca de 80 km de Amesterdão. O município tem 137 802 habitantes (31 de dezembro de 2008, fonte: CBS) e abrange uma área de 91,26 km² (dos quais 6,81 km² de água).

## Localização
A cidade está localizada no norte da província de Brabante do Norte, na divisa com a província da Guéldria. O rio Mosa (em neerlandês: Maas) é o limite norte do município com o município de Maasdriel, na Guéldria. Ao leste faz divisa com Maasdonk, ao sul com Sint-Michielsgestel e Vught, e ao oeste com Heusden.
| Municípios vizinhos | Municípios vizinhos | Municípios vizinhos |
| ------------------- | ------------------- | ------------------- |
|                     | Maasdriel           | Lith                |
| Heusden             |                     | Maasdonk            |
|                     | Vught               | Sint-Michielsgestel |

## Centros populacionais
Além da cidade de 's-Hertogenbosch (sede administrativa), o município ainda é composto pelas seguintes aldeias e hamlets: Bokhoven, Deuteren, Dieskant, Empel, Engelen, Gewande, Hintham, Kruisstraat, Maliskamp, Meerwijk, Orthen, Oud-Empel e Rosmalen.
O município de 's-Hertogenbosch compreende 12 bairros: Binnenstad, De Groote Wielen, Empel, Engelen, Graafsepoort, Maaspoort, Muntel/Vliert, Noord, Rosmalen Noord, Rosmalen Zuid, West e Zuidoost.

## História

### O município
O município teve em 1933 a sua primeira reorganização municipal, quando o antigo município de Cromvoirt fundiu-se com Vught. A parte sul da ferrovia Lage Zwaluwe passou a pertencer a Vught, enquanto que Deuteren, a parte norte da ferrovia, ficou com o município de 's-Hertogenbosch.
Em 1971, houve outra reorganização municipal. Os antigos municípios de Empel en Meerwijk e Engelen foram anexados ao município de 's-Hertogenbosch e perderam suas autonomias. Rosmalen permaneceu independente até 1996.

### A cidade
O nome oficial da cidade é uma contração do neerlandês des Hertogen bosch - "o bosque do duque". O duque em questão era Godofredo III da Lovaina, cuja família possuía uma grande propriedade nas proximidades de Orthen por pelo menos quatro séculos. Ele fundou uma nova cidade localizada nas dunas de uma área florestal, cercada por um pântano. Ele concedeu os direitos de cidade a 's-Hertogenbosch e os correspondentes privilégios comerciais em 1185. Esta é, entretanto, a data tradicional dada por antigos cronistas, a primeira menção em fontes contemporâneas é de 1196. A carta original foi perdida. Sua razão para fazê-lo foi o de proteger seus próprios interesses contra a invasão dos condes de Gueldres e da Holanda, a cidade foi, desde o início, concebida como uma cidadela. Foi destruída em 1203 por uma expedição conjunta comandada pelos condes de Gueldres e da Holanda, mas foi rapidamente reconstruída. Alguns restos das muralhas originais ainda podem ser vistos. Por volta de 1475, uma muralha muito maior foi erguida para proteger a área do assentamento que havia se ampliado. Canais artificiais foram escavados para servirem de fosso de defesa para a cidade, através do quais os rios Dommel e Aa foram desviados.
Até 1520, a cidade floresceu, tornando-se o segundo maior centro populacional do território dos atuais Países Baixos, depois de Utrecht. Cidade-natal de um dos maiores pintores do Renascimento nórdico, Hieronymus Bosch (ca. 1450-1516), a cidade foi também um centro de música e de compositores, tais como Jheronimus de Clibano, teve a sua formação nas suas catedrais. Outros que também ocupam posição de destaque foram: Matthaeus Pipelare, diretor musical da Confraria de Nossa Senhora; e o renomado copista e compositor dos Habsburgos, Pierre Alamire, que produziu a maioria de suas obras em 's-Hertogenbosch.
As guerras da Reforma Protestante alteraram o curso da história da cidade. Ela tornou-se um bispado independente. Durante a Guerra dos Oitenta Anos, a cidade esteve ao lado das autoridades de Habsburgo. Um golpe calvinista foi frustrado. Ela foi cercada por diversas vezes pelo príncipe Maurício de Orange, Stadthouder da Holanda, que queria colocar 's-Hertogenbosch sob o governo das rebeldes Províncias Unidas. Nos anos seguintes, as fortificações foram ampliadas e reforçadas. Como o marisma ao seu redor impossibilitava o cerco da cidade nos moldes tradicionais, 's-Hertogenbosch foi considerada uma fortaleza inexpugnável e recebeu a alcunha de "Dragão da Marisma".

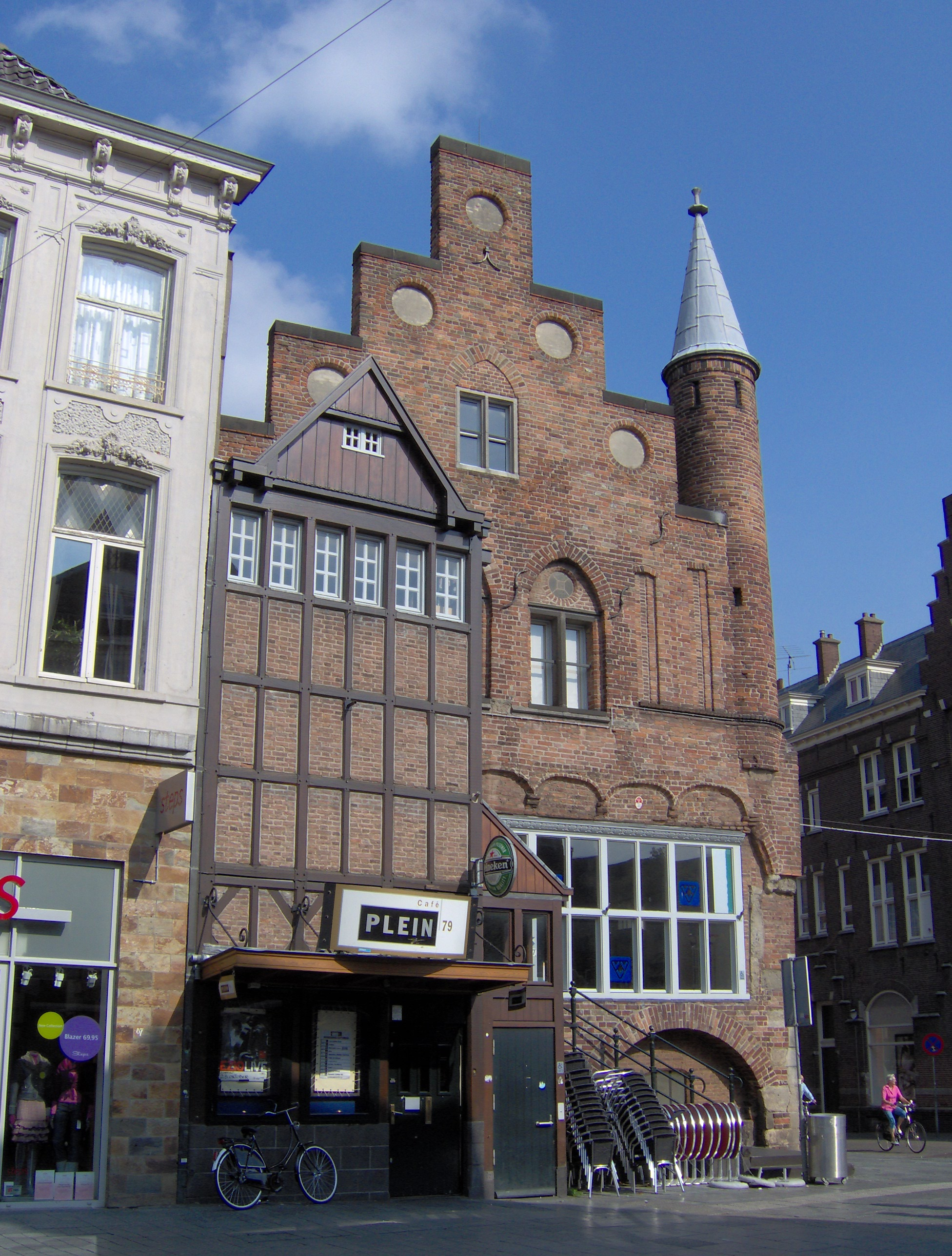
De Moriaan, o prédio de tijolos mais antigo dos Países Baixos. Construção: século XIII.

A cidade foi, entretanto, finalmente conquistada por Frederico-Henrique, príncipe de Orange em 1629, de uma maneira tipicamente neerlandesa: ele desviou os rios Dommel e Aa, criou um pôlder com a construção de um dique de quarenta quilômetros e então bombeou para fora as águas utilizando moinhos. Após um cerco de três meses, a cidade rendeu-se. Foi um duro golpe na estratégia dos Habsburgos durante a Guerra dos Trinta Anos. Esta rendição separou a cidade do restante do Ducado de Brabante e a área foi considerada pela República das Províncias Unidas como uma zona de ocupação sem liberdades políticas. As fortificações foram novamente ampliadas. No ano de 1672, em neerlandês: Rampjaar (ano desastroso), a cidade lutou contra o exército de Luís XIV. Em 1794, as forças revolucionárias francesas sob o comando de Charles Pichegru tomaram a cidade após forte resistência. Sob o governo da República Batava, finalmente católicos e "brabantinos" tinham direitos iguais.
A partir de 1806, a cidade fez parte da França. Foi tomada pela Prússia em 1814. No ano seguinte, quando o Reino Unido dos Países Baixos foi criado, ela tornou-se a capital de Brabante do Norte. Foram construídas muitas fortalezas mais modernas nas vizinhanças da cidade. Até 1878 não era permitida a construção de casas fora dos limites das muralhas da cidade. Isto ocasionou um excesso de densidade populacional e as mais altas taxas de mortalidade infantil do reino. O governo ultraconservador da cidade impediu o investimento em indústrias e a criação de instituições de ensino, pois não desejava o aumento no número de trabalhadores e os estudantes eram considerados desordeiros. Como consequência, a importância relativa da cidade diminuiu. Na Segunda Guerra Mundial ela foi libertada entre 24 e 27 de outubro de 1944 por uma divisão de infantaria britânica. Após a guerra, foram feitos planos para modernizar a velha cidade, através de aterramentos de canais, destruição de alguns baluartes e a reconstrução de bairros históricos. No entanto, antes mesmo desses planos terem início, o governo central declarou 's-Hertogenbosch uma cidade protegida. A maioria dos elementos históricos, deste modo, foi preservada.

### Locais de interesse

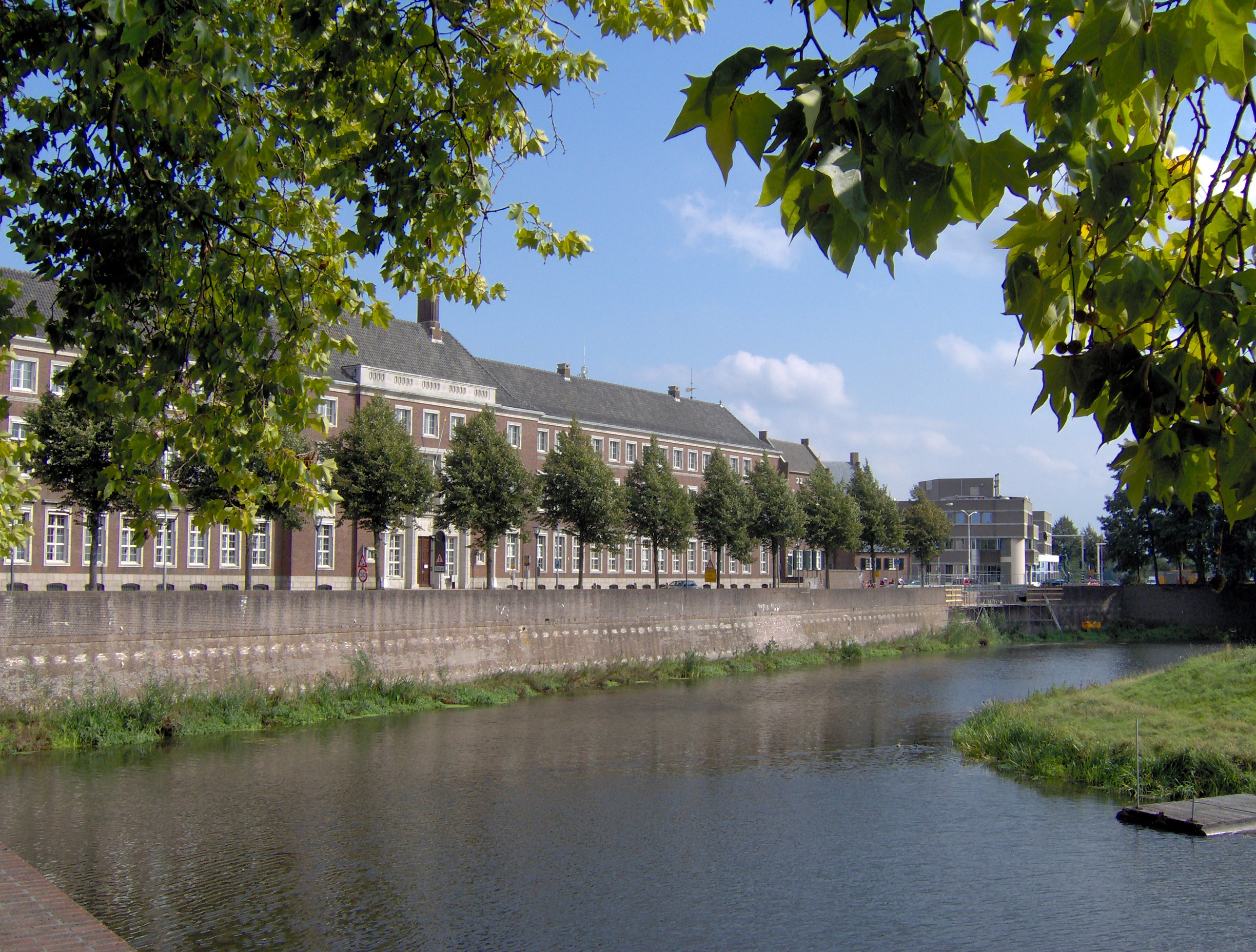
Um baluarte da cidade.

's-Hertogenbosch foi fundada como uma cidade fortificada e estas características podem até hoje serem vistas. Uma vez que os principais baluartes são cruciais para mantê-la afastada da água fluvial, sua manutenção nunca foi negligenciada, um cuidado habitual nos Países Baixos. Ao contrário de cidades como Roterdã, 's-Hertogenbosch passou pela Segunda Guerra Mundial relativamente incólume. Muito do seu patrimônio histórico permanece intacto, e hoje existem sempre restaurações ocorrendo na cidade para preservar muitos edifícios antigos, fortificações, igrejas e estátuas para as gerações futuras. Em 2004, a cidade foi premiada com o título de Cidade-fortaleza europeia do ano. Nos próximos anos é prevista a restauração das defesas da cidade, que muito contribuíram para sua antiga glória. 's-Hertogenbosch possui também o mais antigo prédio de tijolos dos Países Baixos, De Moriaan, que foi construído no início do século XIII. No norte da cidade antiga, o hexagonal paiol de pólvora, ou Kruithuis, pode ainda ser visto, um dos dois únicos do seu gênero no país (o outro localiza-se em Delft). O Paço Municipal é uma construção do século XVII, erguida no típico estilo do classicismo neerlandês. Ao redor da cidade muitas outras fortalezas ainda podem ser vistas. Até recentemente, a cidade possuía um grande contingente militar.

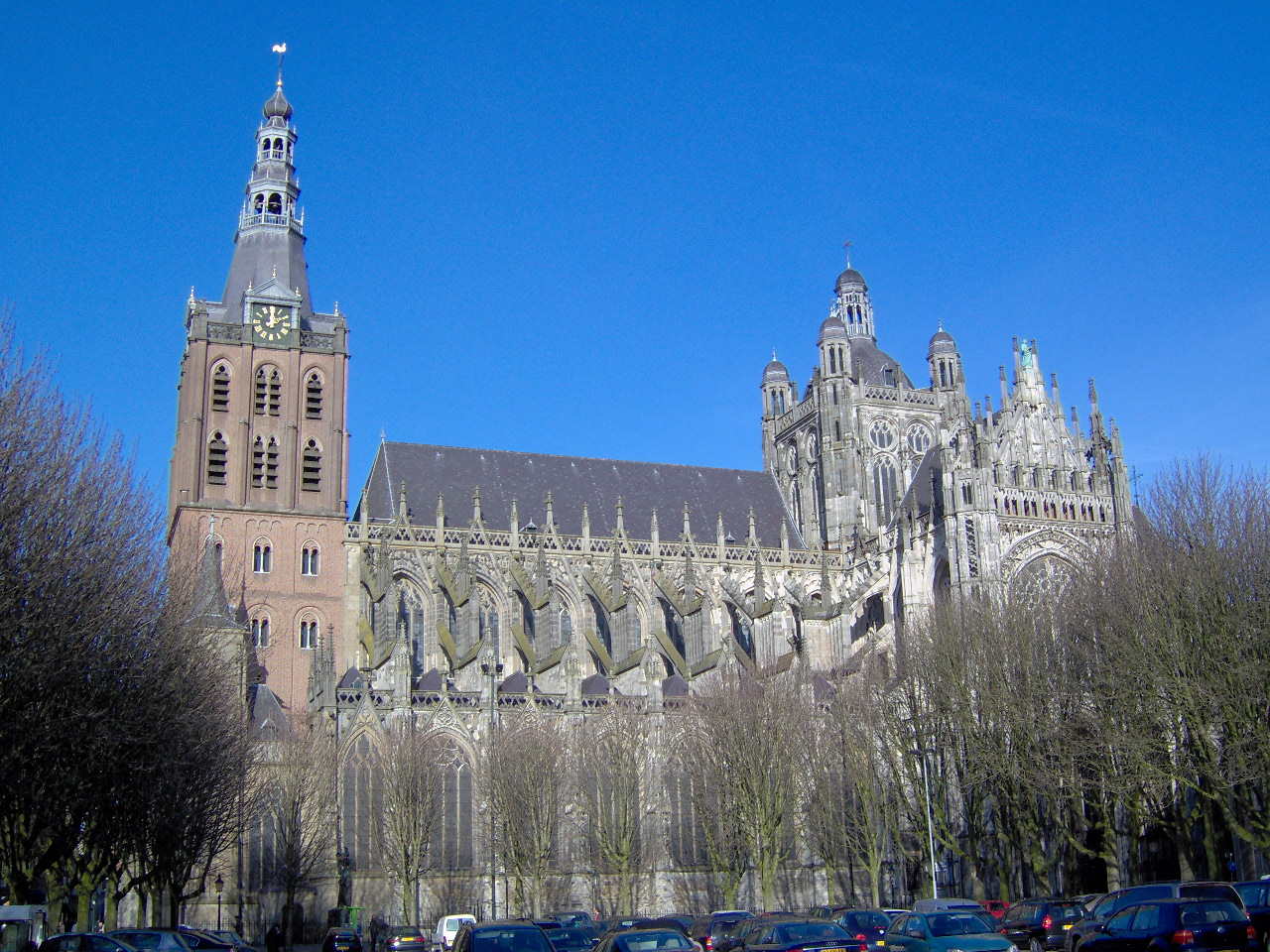
A Catedral de São João.

A cidade antiga de 's-Hertogenbosch é ainda quase que totalmente cercada por contínuos balaustres. No lado sul, esses muros ainda fazem fronteira com um antigo pôlder, mantido intacto como reserva natural, que se estende até Vught. Estas muralhas estão atualmente sendo restauradas. Nos subterrâneos da cidade antiga há uma rede de canais chamada de Binnendieze, que estende-se por 22 quilômetros. Ela começou como um rio regular, o Dommel, percorrendo a cidade nos tempos medievais, mas devido à falta de espaço na cidade, as pessoas começaram a construir as suas casas e ruas sobre o rio. Nos últimos tempos, ela servia de esgoto e ficou em ruínas. Nas últimas décadas, sessenta por cento do antigo sistema fluvial foi renovado, e é possível encontrar vários barcos com guias de turismo navegando através dele.
's-Hertogenbosch possui também a Catedral de São João (em neerlandês: Sint-Janskathedraal), considerada uma das mais belas catedrais dos Países Baixos. Sua construção teve início por volta de 1220 e é mais conhecida por seu estilo gótico brabantino, e pelas muitas esculturas de artesãos que estão assentadas sobre quase todos os seus arcobotantes, no lado externo da catedral. Atualmente, a catedral passa por um grande trabalho de restauração para corrigir a deteriorização causada pelos anos e pela chuva ácida.
O pintor Hieronymus Bosch (ca. 1450 - 1516) é provavelmente o cidadão mais conhecido de 's-Hertogenbosch.

### Transportes

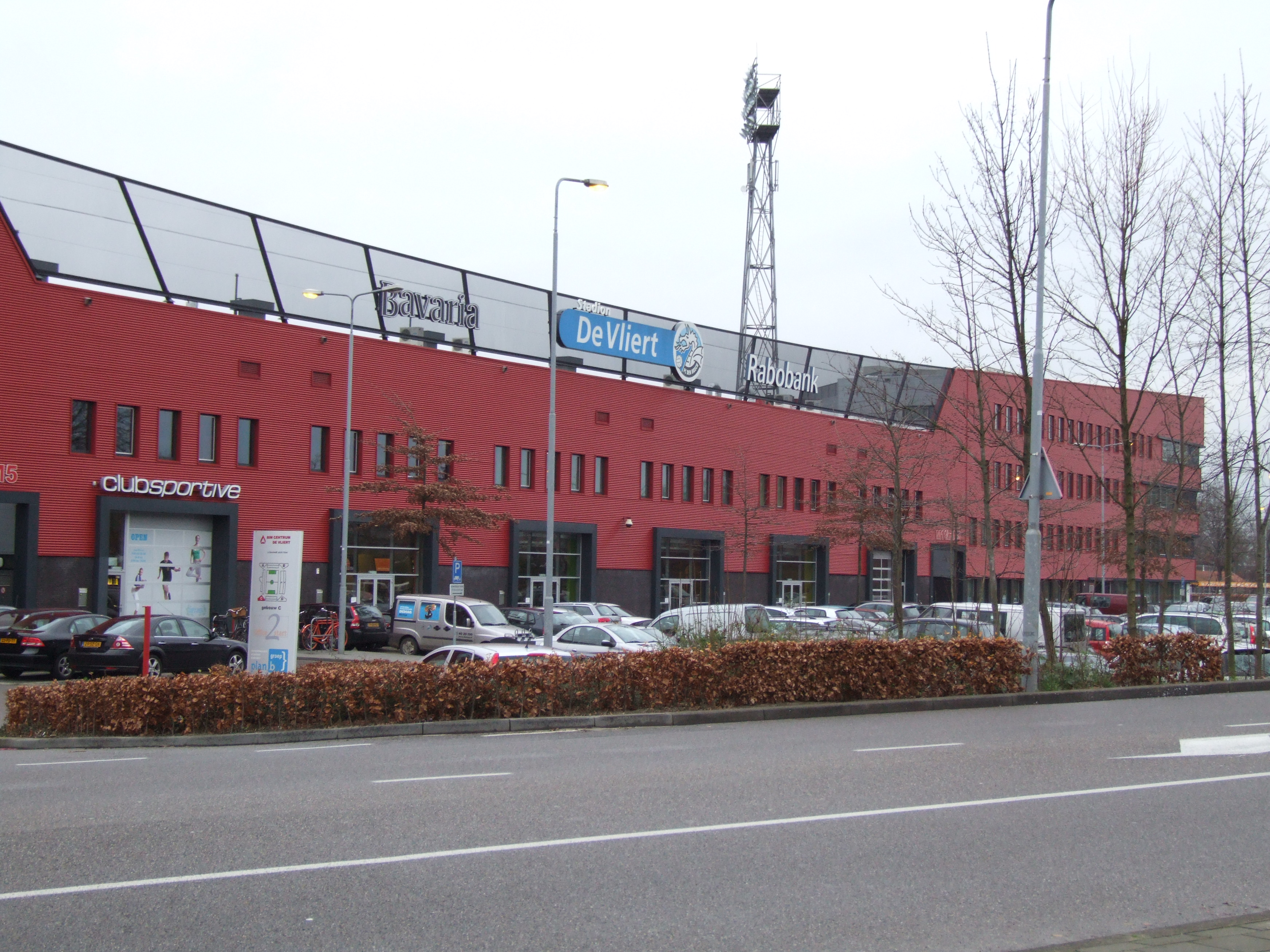
O estádio de futebol De Vliert do FC Den Bosch.

- Estações ferroviárias:
  - 's-Hertogenbosch
  - 's-Hertogenbosch Oost

### A cidade contemporânea
A cidade de 's-Hertogenbosch tornou-se um centro industrial, educacional, administrativo e cultural. Atualmente é a quarta cidade da província de Brabante do Norte (atrás apenas de Eindhoven, Tilburg e Breda). É a sede de muitas empresas nacionais e internacionais, tais como a cervejaria Heineken, o conglomerado Tyco International e muitas outras. Como centro cultural, é também a sede de uma variedade de eventos, como os festivais de teatro Boulevard, de jazz Jazz in Duketown, o início da Tour de France (1996), a Competição Vocal Internacional e o torneio de tênis Ordina Open em quadra de grama (na cidade vizinha de Rosmalen). Existem também mais de 350 restaurantes, bares e cafés pela cidade.
A cidade tem um clube de futebol profissional, o FC Den Bosch (o primeiro clube do atual astro do Real Madrid, Ruud van Nistelrooy), e é também a sede do clube de hóquei em campo HC Den Bosch, da equipe de basquetebol EiffelTowers Den Bosch e do campeão nacional de rúgbi de 2008 The Dukes.

## O antigo campo de concentração

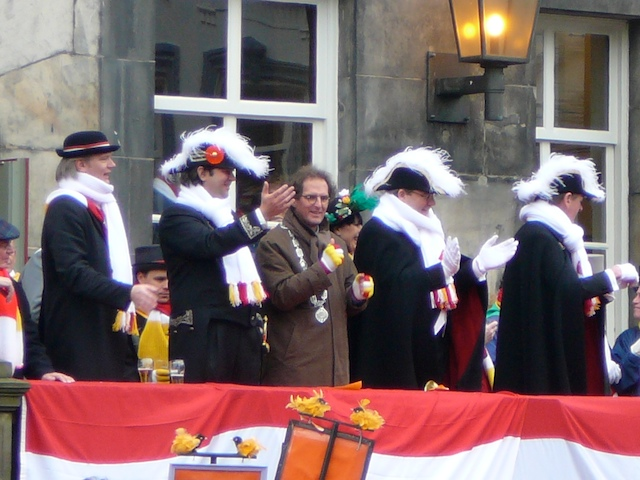
O prefeito Ton Rombouts, o Peer vaan den Muggenheuvel tot den Bobberd e o Príncipe Amadeiro XXV nas escadarias do Paço Municipal em 's-Hertogenbosch durante o Carnaval de 2007.

Um dos poucos campos de concentração nazistas na Europa ocidental, localizados fora da Alemanha e  da Áustria foi chamado de 's-Hertogenbosch. Funcionou de janeiro de 1943 a setembro de 1944 e ficou conhecido pelos alemães como Herzogenbusch. Cerca de 30 000 pessoas passaram pelo complexo durante este período, dos quais cerca de 12 000 eram judeus. Nos Países Baixos, este campo é conhecido como Kamp Vught, porque sua real localização ficava em Vught, uma aldeia a poucos quilômetros ao sul de 's-Hertogenbosch. Por uma trágica coincidência, toda a população judaica de 's-Hertogenbosch foi queimada viva na mesma charneca, no século XIII.

## Carnaval/Feriado católico
Uma vez por ano 's-Hertogenbosch muda seu nome para "Oeteldonk" (colina do sapo). Esta mudança dura apenas os três dias de carnaval, um feriado católico para celebrar os dias que antecedem a Quaresma. O prefeito transmite as suas funções temporariamente para o "Peer vaan den Muggenheuvel tot den Bobberd" durante esse três dias de festa. O "Peer vaan den Muggenheuvel tot den Bobberd" é o anfitrião do Príncipe do Carnaval, "Príncipe Amadeiro", quando ele visita Oeteldonk.